# Sequência de Kozak

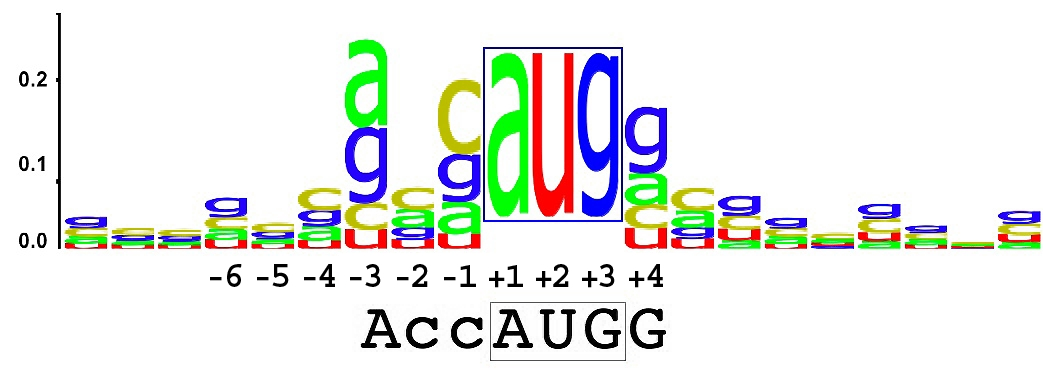
Distribuição de freqüência de bases nucleotídicas em volta do códon de início AUG (+1 a +3), representado pelo tamanho das respectivas iniciais, que formam a sequência de Kozak

A sequência de Kozak, ingl. Kozak consensus sequence, é uma determinada sequência presente no RNA mensageiro (mRNA) de organismos eucarióticos. Ela representa um consenso entre as bases nucleotídicas encontradas mais frequentemente em volta do códon de início AUG no mRNA. A sequência de 5'-(gcc)gccRccAUGG-3' é, muitas vezes, chamada de sequência de Kozak, porém há diferenças significativas entre os diferentes grupos de eucariontes. A sequência de Kozak, ou sequências semelhantes, são reconhecidas pelo ribossomo, sendo importantes para o início da Tradução no contexto da biossíntese de proteínas. Variações nessa sequência podem afetar a eficiência e a magnitude da biossíntese da proteína codificada por esse mRNA.

## Variações
Entre os organismos eucarióticos, encontram-se diferentes variações de sequência de Kozakː
| Biota                                      | Filo        | Consenso sequências |
| ------------------------------------------ | ----------- | ------------------- |
| Vertebrados                                |             | gccRccATGG          |
| Mosca-da-fruta (Drosophila melanogaster)   | Arthropoda  | cAAaATG             |
| Fermento de pão (Saccharomyces cerevisiae) | Ascomycota  | aAaAaAATGTCt        |
| Dictyostelium discoideum                   | Amoebozoa   | aaaAAAATGRna        |
| Ciliophora                                 | Ciliophora  | nTaAAAATGRct        |
| Plasmodium sp.                             | Apicomplexa | taaAAAATGAan        |
| Toxoplasma gondii                          | Apicomplexa | gncAaaATGg          |
| Trypanosomatidae                           | Euglenozoa  | nnnAnnATGnC         |
| As plantas terrestres                      |             | AACAATGGC           |